# I. Mihály kijevi nagyfejedelem
I. Mihalko (oroszul: Михалко (Михаил) Юрьевич), (1151 – 1176. június 20.) kijevi nagyfejedelem 1171-ben.
I. György kijevi nagyfejedelem fiaként született. 1171-ben Gleb fivére halála után másik testvére, Andrej őt nevezte ki Kijevbe nagyfejedelemnek. Mihalko azonban negyedik testvérét, Vszevolodot küldte Kijevbe maga helyett. Andrej halála (1174) után Mihalko került Vlagyimir élére is, és két évvel később bekövetkezett haláláig uralkodott ott.

## Fordítás
- Ez a szócikk részben vagy egészben  a   Mikhail of Vladimir című angol Wikipédia-szócikk fordításán alapul.  Az eredeti cikk szerkesztőit annak laptörténete sorolja fel. Ez a jelzés csupán a megfogalmazás eredetét és a szerzői jogokat jelzi, nem szolgál a cikkben szereplő információk forrásmegjelöléseként.